# Hötjärnarna (Älvsby socken, Norrbotten, 728851-173331)
Hötjärnarna är en sjö i Älvsbyns kommun i Norrbotten och ingår i Piteälvens huvudavrinningsområde. Sjön har en area på 0,0594 kvadratkilometer och ligger 140 meter över havet. Sjön avvattnas av vattendraget Hötjärnbäcken.

## Delavrinningsområde
Hötjärnarna ingår i det delavrinningsområde (728896-173213) som SMHI kallar för Mynnar i Yttre Arvidsträsket. Medelhöjden är 192 meter över havet och ytan är 17,13 kvadratkilometer. Det finns inga avrinningsområden uppströms utan avrinningsområdet är högsta punkten. Hötjärnbäcken som avvattnar avrinningsområdet har biflödesordning 3, vilket innebär att vattnet flödar genom totalt 3 vattendrag innan det når havet efter 49 kilometer. Avrinningsområdet består mestadels av skog (89 procent). Avrinningsområdet har 0,06 kvadratkilometer vattenytor vilket ger det en sjöprocent på 0,3 procent.